# Janina Ramotowska
Janina Ramotowska (ur. 13 listopada 1925 w Sawinie, zm. 25 maja 2017 w Gorzowie Wielkopolskim) – polska nauczycielka i polityk, poseł na Sejm PRL IV kadencji.

## Życiorys
Uzyskała wykształcenie średnie, z zawodu nauczycielka. Pracę w zawodzie rozpoczęła w Technikum Ogrodniczym w Iłowej, po czym organizowała Szkołę Rolniczo-Gospodarczą w Strzelcach Krajeńskich i Technikum Rolniczo-Łąkarskie w Słubicach. Została członkinią Centralnego Zarządu Kółek Rolniczych, Rady Głównej Kół Gospodyń Wiejskich oraz prezydium Wojewódzkiej Rady KGW. Wstąpiła do Zjednoczonego Stronnictwa Ludowego, w którym pełniła funkcję członka prezydium Powiatowego Komitetu w Słubicach i plenum Wojewódzkiego Komitetu Zielonej Górze.
W 1965 uzyskała mandat posła na Sejm PRL w okręgu Gorzów Wielkopolski, zasiadała w Komisji Oświaty i Nauki.
Odznaczona Srebrnym Krzyżem Zasługi oraz Odznaką 1000-lecia Państwa Polskiego.
Pochowana na cmentarzu komunalnym w Gorzowie Wielkopolskim (30A/7/21).